# 朔江口岸
22°56′31″N 105°59′38″E / 22.94194°N 105.99389°E
朔江口岸（越南语：／），是越南高平省河广县的一个边境口岸。与该口岸相接的是中国广西那坡县的平孟口岸。2015年，根据中国外交部和越南外交部照会达成的共识，同意正式开通平孟——朔江口岸。

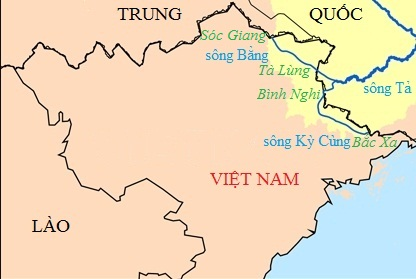
朔江口岸的位置